# Морський менеджер
Технічне управління (англ. technical management) — систематичні зусилля, що застосовуються при розгортанні системи або процесу та збалансуванні їх вартості, ефективності та можливості підтримки протягом її життєвого циклу.
Технічних менеджерів (англ. Technical managers) можна знайти на інтерфейсі програми та техніки; вони діють між користувачем та технічними засобами. Прикладами технічного управління є: управління ІКТ, управління нерухомістю, управління фінансами, управління якістю. Часто кероване поле є ресурсом організації. Технічні менеджери поєднують технічні та управлінські знання на користь користувача.
У логістиці технічне управління включає обов'язки, які повинна виконувати судноплавна компанія для технічної експлуатації судна. Це включає управління, пов'язане з управлінням екіпажем, з відповідними завданнями, логістикою, пов'язаною з операціями, а також операціями, сервісним обслуговуванням та технічним обслуговуванням. Часто технічне управління здійснює судновласницька компанія, але не завжди. Технічне управління іноді здійснюють окремі компанії, ніж комерційне управління, яке передбачає фрахтування суден та фінансові аспекти, яке здійснює компанія-власник.

## Менеджер корабля
Менеджери суден (англ. Ship Manager) — компанії, які приймають доручення судновласників або фрахтувальників та суднового оператора, що займаються управлінням суднами. Це включає вузьке технічне управління суднами, реєстрацію суден, експлуатацію, обслуговування, технічне обслуговування, а також управління екіпажем, серед іншого. Це також може включати ділове та комерційне управління судном, таке як його фрахтування та фінансове управління.   Поки компанії, які відповідають вищезазначеним характеристикам, вони можуть класифікуватися як менеджер судна, і їх обов'язки базуються на попередньо узгоджених та довірчих відносинах із власниками суден. 